# BS Волос Вероники
BS Волос Вероники (лат. BS Comae Berenices) — одиночная переменная звезда** в созвездии Волос Вероники на расстоянии приблизительно 7472 световых лет (около 2291 парсек) от Солнца. Видимая звёздная величина звезды — от +13,6m до +12,4m.

## Характеристики
BS Волос Вероники — белая пульсирующая переменная звезда типа RR Лиры (RRAB) спектрального класса F, или M0. Масса — около 0,698 солнечной, радиус — около 3,12 солнечного, светимость — около 33,327 солнечной. Эффективная температура — около 6888 K.